# Ларуэй, Джоэл
Джо́эл Ла́руэй (англ. Joel Larway; род. 14 мая 1968, Колумбус) — американский кёрлингист.
В составе мужской сборной США участник нескольких чемпионатов мира, в 1992 бронзовый призёр. Трёхкратный чемпион США среди мужчин.
В основном играл на позициях первого и второго.

## Достижения
- Чемпионат мира по кёрлингу среди мужчин: бронза (1992)
- Чемпионат США по кёрлингу среди мужчин: золото (1992, 2001, 2004), серебро (1993), бронза (2006, 2007, 2008).
- Чемпионат США по кёрлингу среди юниоров: серебро (1988).
- Чемпионат США по кёрлингу среди ветеранов: золото (2020).
- Континентальный Кубок по кёрлингу (в составе команды Северной Америки): золото (2004).

- Лучший кёрлингист года в США (англ. USA Curling Male Athlete of the Year): 2004.

## Команды
| Сезон   | Четвёртый      | Третий         | Второй         | Первый             | Запасной Тренер                   | Турниры                              |
| ------- | -------------- | -------------- | -------------- | ------------------ | --------------------------------- | ------------------------------------ |
| 1987—88 | Джейсон Ларуэй | Джоэл Ларуэй   | ?              | ?                  |                                   | ЧСШАЮ 1988                           |
| 1991—92 | Даг Джонс      | Джейсон Ларуэй | Джоэл Ларуэй   | Том Виолетт        |                                   | ЧСШАМ 1992 · ЧМ 1992                 |
| 1992—93 | Джейсон Ларуэй | Джоэл Ларуэй   | ?              | ?                  |                                   | ЧСШАМ 1993                           |
| 1994—95 | Джейсон Ларуэй | Джоэл Ларуэй   | ?              | ?                  |                                   | ЧСШАМ 1995 (??? место)               |
| 1996—97 | Пит Фенсон     | Джейсон Ларуэй | Джоэл Ларуэй   | Эрик Фенсон        |                                   |                                      |
| 1998—99 | Джейсон Ларуэй | Трэвис Уэй     | Джоэл Ларуэй   | Том Виолетт        |                                   |                                      |
| 2000—01 | Джейсон Ларуэй | Грег Романюк   | Трэвис Уэй     | Джоэл Ларуэй       | Даг Кауфман тренер: Джек Макнелли | ЧСШАМ 2001 · ЧМ 2001 (6 место)       |
| 2001—02 | Джейсон Ларуэй | Крейг Дишер    | Трэвис Уэй     | Джоэл Ларуэй       | Даг Кауфман тренер: Mike Hawkins  | АООК 2001 (7 место)                  |
| 2001—02 | Джейсон Ларуэй | Грег Романюк   | Джоэл Ларуэй   | Даг Кауфман        |                                   | ЧСШАМ 2002 (6 место)                 |
| 2002—03 | Джейсон Ларуэй | Джоэл Ларуэй   | Брэйди Кларк   | Кен Траск          |                                   | ЧСШАМ 2003 (9 место)                 |
| 2003—04 | Джейсон Ларуэй | Даг Поттинджер | Джоэл Ларуэй   | Билл Тодхантер     | Даг Кауфман тренер: Don Pottinger | ЧСШАМ 2004 · ЧМ 2004 (9 место)       |
| 2004—05 | Джейсон Ларуэй | Даг Поттинджер | Джоэл Ларуэй   | Билл Тодхантер     |                                   | ККК 2004 · ЧСШАМ/АООК 2005 (7 место) |
| 2005—06 | Брэйди Кларк   | Wes Johnson    | Джейсон Ларуэй | Джоэл Ларуэй       |                                   | ЧСШАМ 2006                           |
| 2006—07 | Джейсон Ларуэй | Колин Хафман   | Джоэл Ларуэй   | Steven Demlow      |                                   | ЧСШАМ 2007                           |
| 2007—08 | Джейсон Ларуэй | Колин Хафман   | Грег Персингер | Джоэл Ларуэй       | Steven Demlow                     | ЧСШАМ 2008                           |
| 2008—09 | Джейсон Ларуэй | Колин Хафман   | Джоэл Ларуэй   | Билл Тодхантер     | Грег Джонсон                      |                                      |
| 2010—11 | Джейсон Ларуэй | Колин Хафман   | Шон Бейтон     | Джоэл Ларуэй       |                                   | ЧСШАМ 2011 (9 место)                 |
| 2011—12 | Колин Хафман   | Джоэл Ларуэй   | Стивен Бирклид | Kevin Johnson      |                                   |                                      |
| 2012—13 | Mark Johnson   | Джейсон Ларуэй | Джоэл Ларуэй   | Christopher Rimple |                                   |                                      |
| 2019—20 | Джоэл Ларуэй   | Даг Кауфман    | Даррен Лето    | John Rasmussen     |                                   | ЧСШАВ 2020                           |
| 2022—23 | Джоэл Ларуэй   | Даг Кауфман    | Даррен Лето    | John Rasmussen     | Sean Silver тренер: Кен Траск     | ЧМВ 2023 (4 место)                   |

(скипы выделены полужирным шрифтом)

## Частная жизнь
Его брат Джейсон Ларуэй — тоже кёрлингист, много раз братья играли в одной команде.
Начал заниматься кёрлингом в 1976, в возрасте 8 лет.